# Ањуак језик
Ањуак језик (ањва) је језик из породице нило-сахарских језика, нилотска грана. Њиме се служи око 52.000 становика народа Ачоли у вилајетима Горњи Нил и Џонглеј, око Пибор Поста у Јужном Судану и 45.000 становника источне Етиопије у региону Гамбела. Користи етиопско и латинично писмо, а њиме се служи народ Ањуак.